# Zapasy na Letnich Igrzyskach Olimpijskich 2004 – kategoria do 84 kg w stylu wolnym
Rywalizacja w wadze do 84 kg mężczyzn w zapasach w stylu wolnym na Letnich Igrzyskach Olimpijskich 2004 została rozegrana 27 i 28 sierpnia. Zawody odbyły się w hali Ano Liosia Olympic Hall w Ano Liosia.
W zawodach wzięło udział 22 zawodników.

## Klasyfikacja[1]
| Pozycja | Nazwisko            | Kraj               |
| ------- | ------------------- | ------------------ |
|         | Cael Sanderson      | Stany Zjednoczone  |
|         | Mun Ui-je           | Korea Południowa   |
|         | Sażyd Sażydow       | Rosja              |
| 4       | Yoel Romero         | Kuba               |
| 5       | Madżid Chodaji      | Iran               |
| 6       | Lazaros Loizidis    | Grecja             |
| 7       | Taras Dańko         | Ukraina            |
| 8       | Szamil Alijew       | Tadżykistan        |
| 9       | Nicolae Ghiță       | Rumunia            |
| 10      | Hidekazu Yokoyama   | Japonia            |
| 11      | Dawyd Biczinaszwili | Niemcy             |
| 12      | Mirosław Goczew     | Bułgaria           |
| 13      | Rewaz Mindoraszwili | Gruzja             |
| 14      | Siarhiej Borczanka  | Białoruś           |
| 15      | Gökhan Yavaşer      | Turcja             |
| 16      | Anuj Kumar          | Indie              |
| 17      | Matar Sène          | Senegal            |
| 18      | Magomied Kuruglijew | Kazachstan         |
| 19      | Mogamed Ibragimow   | Macedonia Północna |
| 20      | Vincent Aka-Akesse  | Francja            |
| 21      | Jeffrey Cobb        | Guam               |
| DQ      | Mamied Agajew       | Armenia            |

- Mamied Agajew został zdyskwalifikowany za niesportowe zachowanie i protest po walce z Tarasem Dańko.

## Zasady
Uczestnicy zostali podzielni na grupy. Najlepszy zawodnik awansował do dalszej rywalizacji w rundzie finałowej.
- TF – Łopatki
- PP – Na punkty (Pokonany zdobył punkty)
- PO – Na punkty (Pokonany bez punktów)
- ST – Przewaga (10 punktów różnicy, przewaga techniczna)
- CP – Punkty
- TP – Punkty techniczne/Czas

## Wyniki[2]

### Grupa 1
| Miejsce | Zawodnik          | Kraj    | W | P | CP | TP |
| ------- | ----------------- | ------- | - | - | -- | -- |
| 1       | Madżid Chodaji    | Iran    | 2 | 0 | 6  | 13 |
| 2       | Hidekazu Yokoyama | Japonia | 1 | 1 | 4  | 12 |
| 3       | Anuj Kumar        | Indie   | 0 | 2 | 2  | 6  |

| Zapaśnik 1        | Zapaśnik 2        | CP  |    | TP   |
| ----------------- | ----------------- | --- | -- | ---- |
| Madżid Chodaji    | Anuj Kumar        | 3-1 | PP | 5-1  |
| Hidekazu Yokoyama | Madżid Chodaji    | 1-3 | PP | 1-8  |
| Anuj Kumar        | Hidekazu Yokoyama | 1-3 | PP | 5-11 |

### Grupa 2
| Miejsce | Zawodnik            | Kraj              | W | P | CP | TP |
| ------- | ------------------- | ----------------- | - | - | -- | -- |
| 1       | Cael Sanderson      | Stany Zjednoczone | 2 | 0 | 6  | 13 |
| 2       | Siarhiej Borczanka  | Białoruś          | 1 | 1 | 4  | 3  |
| 3       | Magomied Kuruglijew | Kazachstan        | 0 | 2 | 2  | 3  |

| Zapaśnik 1          | Zapaśnik 2          | CP  |    | TP  |
| ------------------- | ------------------- | --- | -- | --- |
| Magomied Kuruglijew | Siarhiej Borczanka  | 1-3 | PP | 1-2 |
| Cael Sanderson      | Magomied Kuruglijew | 3-1 | PP | 4-2 |
| Siarhiej Borczanka  | Cael Sanderson      | 1-3 | PP | 1-9 |

### Grupa 3
| Miejsce | Zawodnik            | Kraj    | W | P | CP | TP |
| ------- | ------------------- | ------- | - | - | -- | -- |
| 1       | Lazaros Loizidis    | Grecja  | 2 | 0 | 6  | 6  |
| 2       | Rewaz Mindoraszwili | Gruzja  | 1 | 1 | 4  | 4  |
| 3       | Vincent Aka-Akesse  | Francja | 0 | 2 | 0  | 0  |

| Zapaśnik 1          | Zapaśnik 2          | CP  |    | TP  |
| ------------------- | ------------------- | --- | -- | --- |
| Rewaz Mindoraszwili | Lazaros Loizidis    | 1-3 | PP | 1-3 |
| Vincent Aka-Akesse  | Rewaz Mindoraszwili | 0-3 | PO | 0-3 |
| Lazaros Loizidis    | Vincent Aka-Akesse  | 3-0 | PO | 3-0 |

### Grupa 4
| Miejsce | Zawodnik            | Kraj   | W | P | CP | TP |
| ------- | ------------------- | ------ | - | - | -- | -- |
| 1       | Yoel Romero         | Kuba   | 2 | 0 | 7  | 13 |
| 2       | Dawyd Biczinaszwili | Niemcy | 1 | 1 | 4  | 10 |
| 3       | Jeffrey Cobb        | Guam   | 0 | 2 | 0  | 0  |

| Zapaśnik 1          | Zapaśnik 2          | CP  |    | TP   |
| ------------------- | ------------------- | --- | -- | ---- |
| Jeffrey Cobb        | Dawyd Biczinaszwili | 0-4 | ST | 0-10 |
| Yoel Romero         | Jeffrey Cobb        | 4-0 | ST | 10-0 |
| Dawyd Biczinaszwili | Yoel Romero         | 0-3 | PO | 0-3  |

### Grupa 5
| Miejsce | Zawodnik       | Kraj    | W | P | CP | TP |
| ------- | -------------- | ------- | - | - | -- | -- |
| 1       | Taras Dańko    | Ukraina | 2 | 0 | 7  | 9  |
| 2       | Gökhan Yavaşer | Turcja  | 1 | 1 | 4  | 0  |
| 3       | Mamied Agajew  | Armenia | 0 | 2 | 0  | 0  |

| Zapaśnik 1     | Zapaśnik 2     | CP  |    | TP  |
| -------------- | -------------- | --- | -- | --- |
| Taras Dańko    | Mamied Agajew  | 4-0 | DQ | 3-0 |
| Gökhan Yavaşer | Taras Dańko    | 0-3 | PO | 0-6 |
| Mamied Agajew  | Gökhan Yavaşer | 0-4 | WO |     |

### Grupa 6
| Miejsce | Zawodnik          | Kraj               | W | P | CP | TP |
| ------- | ----------------- | ------------------ | - | - | -- | -- |
| 1       | Mun Ui-je         | Korea Południowa   | 2 | 0 | 6  | 13 |
| 2       | Mirosław Goczew   | Bułgaria           | 1 | 1 | 4  | 9  |
| 3       | Mogamed Ibragimow | Macedonia Północna | 0 | 2 | 1  | 2  |

| Zapaśnik 1        | Zapaśnik 2        | CP  |    | TP  |
| ----------------- | ----------------- | --- | -- | --- |
| Mogamed Ibragimow | Mun Ui-je         | 0-3 | PO | 0-4 |
| Mirosław Goczew   | Mogamed Ibragimow | 3-1 | PP | 4-2 |
| Mun Ui-je         | Mirosław Goczew   | 3-1 | PP | 9-5 |

### Grupa 7
| Miejsce | Zawodnik      | Kraj        | W | P | CP | TP |
| ------- | ------------- | ----------- | - | - | -- | -- |
| 1       | Sażyd Sażydow | Rosja       | 3 | 0 | 11 | 32 |
| 2       | Szamil Alijew | Tadżykistan | 2 | 1 | 6  | 10 |
| 3       | Nicolae Ghiță | Rumunia     | 1 | 2 | 4  | 16 |
| 4       | Matar Sène    | Senegal     | 0 | 3 | 2  | 6  |

| Zapaśnik 1    | Zapaśnik 2    | CP  |    | TP   |
| ------------- | ------------- | --- | -- | ---- |
| Sażyd Sażydow | Matar Sène    | 4-0 | ST | 17-0 |
| Nicolae Ghiță | Szamil Alijew | 1-3 | PP | 3-4  |
| Sażyd Sażydow | Nicolae Ghiță | 4-0 | TF | 2:21 |
| Matar Sène    | Szamil Alijew | 1-3 | PP | 3-6  |
| Sażyd Sażydow | Szamil Alijew | 3-0 | PO | 5-0  |
| Matar Sène    | Nicolae Ghiță | 1-3 | PP | 3-11 |

### Runda finałowa[3]
|  | Ćwierćfinały     | Ćwierćfinały     | Ćwierćfinały |  |  | Półfinały      | Półfinały      | Półfinały |   |                | Finał                 | Finał                 | Finał                 |
|  |                  |                  |              |  |  |                |                |           |   |                |                       |                       |                       |
|  | Madżid Chodaji   | Madżid Chodaji   | 5            |  |  |                |                |           |   |                |                       |                       |                       |
|  | Cael Sanderson   | Cael Sanderson   | 6            |  |  | Cael Sanderson | Cael Sanderson | 3         |   |                |                       |                       |                       |
|  | Lazaros Loizidis | Lazaros Loizidis | 1            |  |  | Yoel Romero    | Yoel Romero    | 2         |   |                |                       |                       |                       |
|  | Yoel Romero      | Yoel Romero      | 3            |  |  |                |                |           |   | Cael Sanderson | Cael Sanderson        | 3                     |                       |
|  | Taras Dańko      | Taras Dańko      | 1            |  |  |                | Mun Ui-je      | Mun Ui-je | 1 |                |                       |                       |                       |
|  | Mun Ui-je        | Mun Ui-je        | 3            |  |  | Mun Ui-je      | Mun Ui-je      | 10        |   |                |                       |                       |                       |
|  |                  |                  |              |  |  | Sażyd Sażydow  | Sażyd Sażydow  | 2         |   |                | Walka o brązowy medal | Walka o brązowy medal | Walka o brązowy medal |
|  |                  |                  |              |  |  |                |                |           |   |                |                       |                       |                       |
|  |                  |                  |              |  |  |                |                |           |   |                | Yoel Romero           | Yoel Romero           | 3                     |
|  |                  |                  |              |  |  |                |                |           |   |                | Sażyd Sażydow         | Sażyd Sażydow         | 5                     |

|  |                  |                  |   |
|  | o 5 miejsce      |                  |   |
|  |                  |                  |   |
|  |                  |                  |   |
|  |                  |                  |   |
|  | Madżid Chodaji   | Madżid Chodaji   | 3 |
|  | Madżid Chodaji   | Madżid Chodaji   | 3 |
|  | Lazaros Loizidis | Lazaros Loizidis | 0 |
|  | Lazaros Loizidis | Lazaros Loizidis | 0 |
|  |                  |                  |   |